# Ruby Red
Ruby Red (en el alemán original Rubinrot y Rubí: la última viajera en el tiempo en España) es una película de 2013 del género fantasía basado en el libro del mismo nombre, Rubí, escrito por Kerstin Gier.
La secuela, basada en el segundo libro de la trilogía, se estrenó en 2014 bajo el nombre de Sapphire Blue  (Saphirblau en alemán y Zafiro en España) y el tercero se estrenó en 2016 bajo el nombre de Emerald Green (Smaragdgrün en alemán y Esmeralda en España).

## Reparto
- Maria Ehrich - Gwendolyn "Gwen" Shepherd
- Jannis Niewöhner - Gideon de Villiers
- Laura Berlin - Charlotte Montrose
- Veronica Ferres - Grace Shepherd
- Uwe Kockisch - Falk de Villiers
- Katharina Thalbach - Tante Maddy
- Gottfried John - Dr. White
- Josefine Preuß - Lucy Montrose
- Florian Bartholomäi - Paul de Villiers
- Johannes Silberschneider - Mr. Bernhard
- Gerlinde Locker - Lady Arista
- Axel Milberg - Lucas Montrose
- Jennifer Lotsi - Leslie Hay
- Philip Wiegratz - Gordon Gelderman
- Peter Simonischek- Graf Von Saint Germain